# Banc oceànic

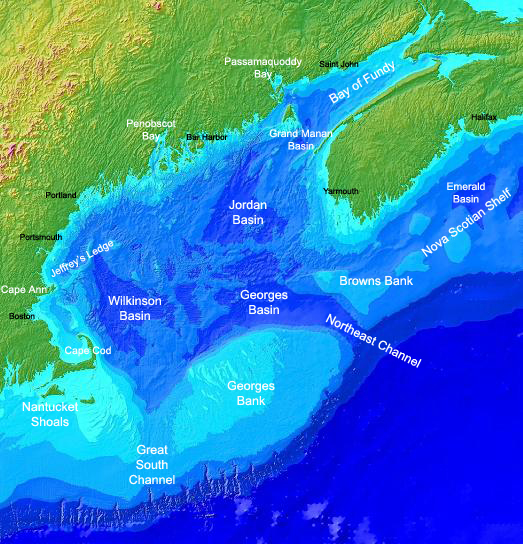
Georges Bank

Un banc oceànic,a vegades anomenat banc de pesca o simplement banc, és una part de mar que és poc profund en comparació amb la seva àrea circumdant, com la part superior d'un costa submarina. Semblant als pendents continentals, els pendents dels bancs oceànics poden augmentar-se en els fluxos marítims i altres fluxos que els intercepten, resultant de vegades en corrents rics en nutrients. A causa d'això, alguns grans bancs, com Dogger Bank i els Grand Banks of Newfoundland, es troben entre els més rics del món.
Hi ha alguns bancs que van ser reportats al segle xix per navegadors, com ara Wachusett Reef, l'existència del qual és dubtosa.

## Tipus
Els bancs oceànics poden ser de volcànics. Els bancs poden ser carbonatats o terrígens. A les zones tropicals, alguns bancs són atols submergits. Com que no estan associats amb cap massa terrestre, els bancs no tenen cap font exterior de sediments.
Els bancs carbonatats solen ser plataformes, que van des de les profunditats de l'oceà, mentre que els bancs terrígens són dipòsits sedimentaris elevats.
.
Les muntanyes submergides, en contrast, són muntanyes que s'originen en la fondària del mar i són més altes i abruptes que el circumdant llit marí. Alguns exemples són Pioneer i Seamounts Guide, a l'oest de les Illes Farallon. El Pioneer Seamount té una profunditat de 1.000 metres, En altres casos, parts d'un banc poden arribar a sobre de la superfície de l'aigua, formant així una illa.

## Bancs importants
Els bancs més grans del món són:
1. Grand Banks of Newfoundland (280,000 km²)[4] - banc terrígen
2. Banc d'Agulhas (116,000 km²)[5]
3. Great Bahama Bank (95,798.12 km², amb illes, la superfície sense les illes)
4. Saya de Malha (35,000 km², excloent el separat North bank)
5. Seychelles Bank (31,000 km², incloent illes de 266 km²)
6. Georges Bank (28,800 km²) - banc terrígen
7. Lansdowne Bank (21,000 km², oest de Nova Caledònia)
8. Dogger Bank (17,600 km²)
9. Little Bahama Bank (14,260.64 km²)
10. Great Chagos Bank (12,642 km²)
11. Reed Bank, Spratly Islands (8,866 km²)
12. Caicos Bank, Caicos Islands (7,680 km², incloent illes de 589.5 km²)
13. Macclesfield Bank (6,448 km², least depth 9.2 m)
14. North Bank or Ritchie Bank (5,800 km², nord de Saya de Malha)
15. Cay Sal Bank (5,226.73 km², including islands of 14.87 km²)
16. Rosalind Bank (4,500 km², least depth 7.3 m)
17. Bassas de Pedro (2,474.33 km²), part of the Amindivi Subgrup de Lakshadweep, Índia